# 杨运
杨运（1989年7月18日—），是一名中华人民共和国足球运动员。现效力中国足球超级联赛球队辽宁宏运，司职中场。

## 俱乐部生涯
杨运在2009年被提升进入北京国安一队。2010年，他入选由北京国安青年球员组成的卫星球队北京国安精英参加新加坡职业足球联赛以增加比赛经验。3月12日，杨运第一次亮相职业联赛，帮助北京国安精英客场3比1击败芽笼联。在为北京国安精英联赛出场14次后，杨运在2010年7月被调回北京国安并报名参加2010年中国足球超级联赛。8月18日，他在北京国安客场战平陕西中建的比赛第59分钟替补闫相闯出场，首次代表北京国安出场。